# Stanisław Kara
Stanisław Kara (ur. 2 września 1893 w Zaleszczykach, zm. w lipcu 1955 lub 1956) – podpułkownik dyplomowany piechoty Wojska Polskiego, działacz niepodległościowy, kawaler Orderu Virtuti Militari, urzędnik konsularny, dyplomata.

## Życiorys
Absolwent gimnazjum w Kołomyi. Od 1910 do 1914 odbył studia na Uniwersytecie Franciszkańskim we Lwowie. Od 1912 działał w Polskich Drużynach Strzeleckich, był zastępcą drużynowego I Drużyny Skautowej w Kołomyi. Ukończył szkołę podoficerską, kształcił się w szkole podchorążych.
Po wybuchu I wojny światowej wstąpił do Legionów Polskich 16 sierpnia 1914. Służył w 4 kompanii III batalionu 1 pułku piechoty w składzie I Brygady. Od października w II Brygadzie, gdzie był dowódcą plutonu w 1 kompanii 2 pułku piechoty. Mianowany chorążym w kwietniu 1916. Od maja 1916 w 6 pułku piechoty w składzie III Brygady. W styczniu 1917 awansowany do stopnia podporucznika. W 1917 uczył się w Szkole Podoficerskiej PSZ w Zegrzu. We wrześniu 1918 awansowany do stopnia porucznika.
Po odzyskaniu przez Polskę niepodległości w listopadzie 1918 wstąpił do Wojska Polskiego. Został awansowany na stopień majora piechoty ze starszeństwem z 1 czerwca 1919. W latach 20. był przydzielony do 5 pułku piechoty Legionów. Do listopada 1923 wykładał w Szkole Podchorążych w Warszawie, gdzie był dyrektorem nauk. Odbył III Kurs Doszkolenia od 2 listopada 1923 do 15 października 1924 w Wyższej Szkole Wojennej. Uzyskał tytuł oficera dyplomowanego. W 1924 skierowany do Oddziału II Sztabu Generalnego Wojska Polskiego. 30 listopada 1926 otrzymał przeniesienie do składu osobowego inspektora armii generała dywizji Józefa Rybaka na stanowisko oficera sztabu. Z dniem 15 września 1927 został mianowany attaché wojskowym w Ambasadzie RP w Rydze i Ambasadzie RP w Tallinnie z równoczesnym przeniesieniem do kadry oficerów piechoty. 23 stycznia 1928 został awansowany do stopnia podpułkownika ze starszeństwem z dniem 1 stycznia 1928 i 33. lokatą w korpusie oficerów piechoty.
Z dniem 30 czerwca 1931 został przeniesiony w stan nieczynny na okres trzech miesięcy. Następnie stan nieczynny został mu przedłużony o trzy miesiące, do 30 września 1931. Z dniem 31 grudnia 1931 został przeniesiony do rezerwy z równoczesnym przeniesieniem w rezerwie do 30 pułku Strzelców Kaniowskich w Warszawie. W 1934 roku pozostawał w ewidencji Powiatowej Komendy Uzupełnień Warszawa Miasto III i w dalszym ciągu posiadał przydział do 30 pułku Strzelców Kaniowskich.
Od 1 czerwca 1931 do 1 lutego 1932 pracował jako radca ministerialny w Departamencie Konsularnym Ministerstwa Spraw Zagranicznych. Służył jako urzędnik konsularny w III Republice Francuskiej: od 1 lutego 1932 do 1935 był konsulem generalnym RP w Lille, od 1 lipca 1935 był konsulem generalnym RP w Paryżu i radcą emigracyjnym tamże, następnie w III Rzeszy od 1 listopada 1938 konsulem generalnym RP w Berlinie.
W 1939 został przywrócony do czynnej służby wojskowej. Po wybuchu II wojny światowej został oficerem Polskich Sił Zbrojnych na Zachodzie. We Francji został zastępcą szefa sztabu Naczelnego Wodza PSZ.
Był szefem Ekspozytury Wywiadu Wojskowego „P” w Lizbonie. Od marca 1944 do września 1945 pełnił funkcję attaché wojskowego w Rio de Janeiro. Tam zajmował się mobilizacją ochotników do szeregów Polskich Sił Zbrojnych.
Po wojnie pozostał na emigracji. Był sekretarzem generalnym: Unii Kulturalnej Polaków i Komitetu Pomocy Uchodźcom Polskim w Brazylii, od 1951 pełnił stanowisko sekretarza generalnego Komitetu Polskiego. Utrzymywał kontakt z Instytutem Józefa Piłsudskiego w Ameryce.
Zmarł w lipcu 1955 lub 1956. Został pochowany na cmentarzu Saint-Sauveur-des-Monts w prowincji Quebec w Kanadzie. Jego żoną była Władysława (1894–1965).

## Ordery i odznaczenia
- Krzyż Srebrny Orderu Wojskowego Virtuti Militari nr 5918 (17 maja 1922)[25][26][17]
- Krzyż Niepodległości (12 maja 1931)[27][28][17]
- Krzyż Oficerski Orderu Odrodzenia Polski (2 maja 1923)[29][17][30]
- Krzyż Walecznych[26][17]
- Złoty Krzyż Zasługi (11 listopada 1936)[31]
- Medal Pamiątkowy za Wojnę 1918–1921[26]
- Medal Dziesięciolecia Odzyskanej Niepodległości[26][17]
- Odznaka Pamiątkowa Generalnego Inspektora Sił Zbrojnych (1936)
- Komandor Orderu Trzech Gwiazd (Łotwa, 1932)[26][32][17]
- Komandor Orderu Krzyża Orła (Estonia, 1932)[26][32][17].
- Oficer Orderu Gwiazdy Rumunii (Rumunia)[26][17]
- Oficer Orderu Korony Rumunii (Rumunia)[33]
- Srebrny Medal Zasługi Wojskowej II klasy (Austro-Węgry, 1917)